# Sven Gyldmark
Sven Rudolf Sidenius Gyldmark, ursprungligen Nielsen, född 21 april 1904 i Søllerød, Danmark, död 5 oktober 1981 i Hellerup, Danmark, var en dansk kompositör. Han var son till skådespelaren Oscar Nielsen och bror till musikerna Leonard, Oskar och Hugo Gyldmark.

## Filmmusik i urval
- 1942 – Urspårad (Afsporet)
- 1946 – Onsdagsväninnan
- 1947 – Jag älskar dig, Karlsson!
- 1953 – Käcka krabater
- 1957 – Amor i telefonen
- 1961 – Peters baby
- 1965 – Jag – en kvinna
- 1966 – Jag – en älskare
- 1968 – Jag – en kvinna 2